# Erasmus Schenk von Limpurg
Erasmus von Limpurg (* 7. August 1507; † 27. November 1568 in Saverne) war Bischof von Straßburg.
Er entstammte der Familie der Schenken von Limpurg. Sein Vater war Graf Christoph Schenk von Limpurg-Gaildorf († 1516) und seine Mutter Agnes von Werdenberg († 1541).

## Biographie
Er studierte an der Universität Tübingen Mathematik und Recht und setzte die Studien in Paris bei Jean Sturm fort. Schon früh wurde er in das Domkapitel von Bamberg und 1532 von Straßburg aufgenommen. Von Sturm wurde er nach Straßburg geholt und übernahm Aufgaben im neu gegründeten Gymnasium der Stadt. 1541 wurde er dort zum Bischof gewählt. Die Priesterweihe erhielt er aber erst drei Jahre später.
In dieser Zeit nahmen die religiösen Spannungen als Folge der Reformation zu. 1540 fand das Hagenauer Religionsgespräch statt, das 1541 durch das Wormser Religionsgespräch und die Verhandlungen in Regensburg fortgesetzt wurden. In diesem Zusammenhang wurde am 18. Oktober 1542 auch in Molsheim ein Religionsgespräch durchgeführt, das die Interessenunterschiede der städtischen Vertreter und des Bischofs mit seinem Domkapitel klären sollte. Die städtischen Geistlichen wurden durch Martin Bucer und Hédion vertreten, der Stadtrat durch Pierre Sturtri, Matthis Pfarrer und Martin Herlin. Das Domkapitel hatte den Domdekan Christoph von Simmern entsandt sowie Graf Bernhard von Eberstein und seinen Anwalt Tuchelin. Bischof Erasmus nahm teilweise selbst an den Verhandlungen teil. Die Gegensätze waren aber zu groß, um sich noch auf einen Konsens verständigen zu können. Erasmus schrieb selbst: „Cum praesens schisma ferme totam nostram dioecesim invaserit et ecclesias hinc inde misere contaminaverit et infecerit…“
Erasmus versuchte dennoch, die geistliche Disziplin zumindest in den Gebieten wiederherzustellen, in denen seine Herrschaft noch wirksam war. Dazu versammelte er 1549 und 1560 Diözesansynoden in Saverne. Die Beschlüsse dieser Synoden wurden anschließend veröffentlicht und 1566 in Mainz gedruckt. Sie enthielten ein umfangreiches Reformprogramm, das wie der Versuch einer Gegenreformation erschien. Allerdings fehlten dem Bischof die fähigen Mitarbeiter, um diese Reformansätze auch umzusetzen.
1560 ließ er in Ettenheim das heute als Palais Rohan bekannte Prachtgebäude errichten. Erasmus Schenk von Limpurg starb am 27. November 1568.